# Ciclofilina

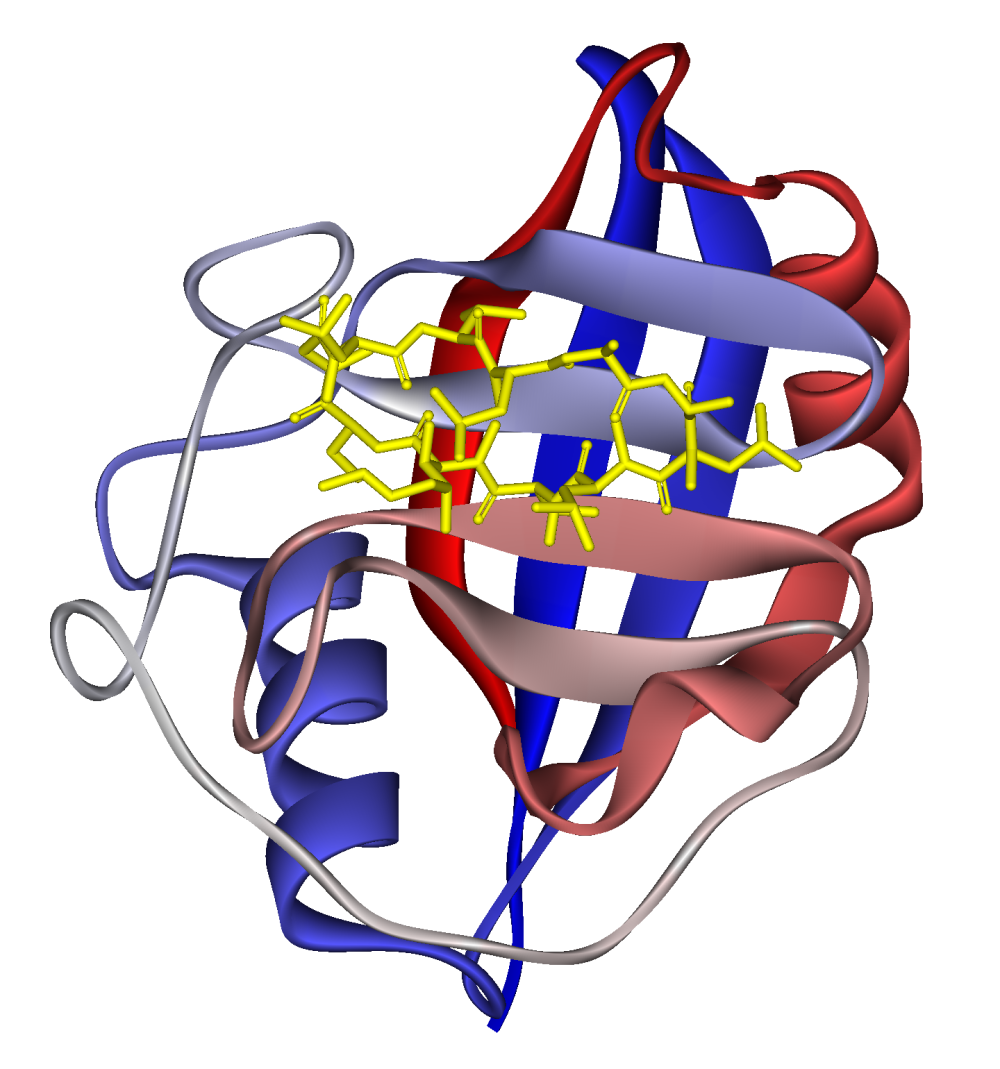
Estructura de la ciclofilina.

La ciclofilina, abreujada com Cyp, fa referència en bioquímica a aquelles proteïnes que uneixen a la ciclosporina (un tipus d'immunosupressor) i que tenen una activitat enzimàtica de tipus peptidilprolil isomerasa. És a dir: les ciclofilines isomeritzada els enllaços peptídics des de l'estat trans al cis, que facilita el plegament de proteïnes i, per això, la consecució de la seva estructura.
- Ciclofilina A: La ciclofilina A humana és un enzim present en el citosol amb estructura de barril beta amb dos alfa hèlixs i una beta làmina. Aquesta ciclofilina, unida a la ciclosporina A, inhibeix la fosfatasa dependent de calci/calmodulina, calcineurina.[1]

- Ciclofilina D: La ciclofilina D humana, present als mitocondris, és present en els canals de l'embolcall mitocondrial per la qual cosa influeix en la permeabilitat d'aquesta. Es creu que regula la seva obertura perquè, en presència de ciclosporina A, la ciclofilina D no actua i s'impedeix l'obertura del porus.